# Lijst van naamdagen - maart
Dit is een lijst van naamdagen voor maart.
| Dag      | Heilige                                                                                | Voornaam |
| -------- | -------------------------------------------------------------------------------------- | --- |
| 1 maart  | Albin Swidbert David Eudoxia Seth (Aartsvader) Jonat(h)an Marnock van Kilmarnock       | Albinia, Aubin, Binus Suitbert, Swebert, Sven, Swen, Swendley, Swensley, Svenja Dave, David, Davida, Davy Eudokia, Do(e)nja, Doke, Dunja, Eudoxia Set Nat(h)an, Nathanya Marnix |
| 2 maart  | Karel de Goede Abdalon Jovinus Fulco van Parijs                                        | C(h)arel, Carletta, Carl, Carli, Carlijn, Carlina, Carlo, Caro, Carola, Carole, Carolientje, Carolijn, Carolus, Carolyn, Charella, Charelle, Charles, Charlina, Karel, Karelina, Károly, Karlien, Karlijn, Karol, Karolien, Karoline, Karlien, Karlos Axel Jovin, Juvin Foeke, Fokke |
| 3 maart  | Kunegonde Gheerwijn Marijn/Marinus Asteer/Asterius Nicasia Alexandra van Alexandrië    | Cuny Geerwin, Gerwin Rinus, Marino, Marianus, Marien, Marijn, Marin, Maryn, Merijn, Meryn, Rien, Ries, Rino Aster, Asteria, Astère Niek, Nikaas Alessia, Alex(i)a, Alexandrina, Alexandrine, Asha, Lessie, Lessy, Sa(s)cha, Sandra, Sandrine, Sandy, Sasenka, Sasja, Saskia, Xandra  |
| 4 maart  | Casimir Efrem Humbertus                                                                | Cas, Casimir, Casimira, Kasimir Effrem, Efrain, Fein Humbrecht, Umberto |
| 5 maart  | Olivia (van Brescia) Theofiel Adriaan Jelan Gerarda                                    | Livia, Oliva, Olivia, Olivie Theo, Theofiel, Fiel Adriaan, Adrien, Arie, Arjaan Jelle, Jelly, Jeltje, Jeydea, Yelke Gerard, Gerda, Gerrit |
| 6 maart  | Coletta Boillet Fridolin Rosa van Viterbo                                              | Colet(t)a, Colette, Karen, Klaasje, Nikola Fridolin, Friedel Roos, Rosa |
| 7 maart  | Perpetua en Felicitas                                                                  | Felia, Felicia, Félicité, Felicity, Felix |
| 8 maart  | Johannes de Deo Filemon Beata Humfried van Terwaan Rhian van Llanrhian                 | Janneken, Jenne, Jens, Joop, Yann Fille, Mon Bea, Béate Humfrid, Humfroi Ryan, Rhiannon |
| 9 maart  | Francisca Romana Domenico Savio Gregorius van Nyssa                                    | Ciska, Francine, Françoise, Sien, Sis, Siske, Cindy, Cisca, Cissie, Fanny, Franca, Frances, Francien, Francina, Francis(ka), Franka, Franke, Franny, Frans(je), Franziska, Ina, Pien, Sisca, Siska, Ynsche Dominique, Niek Joris                                                     |
| 10 maart | Anastasia Blankaard Mac(h)arius Himlin (van Vissenaken) Johannes Ogilvie               | Natasja Blanka Macaire, Macalie Himelijn Jan, Jo, Joan |
| 11 maart | Rosina Johannes Righi Alberta Auria                                                    | Roos, Rosa(lía), Rosi(e), Rosita, Lamprose, Raza, Romin(i)a, Romy, Rosalia, Rosalie(n), Rosaline, Rose(line), Rosine, Rosy, Rozemarijn Janko, Hannes, Sean Albert, Berta Aure |
| 12 maart | (Joze/Sera)Fina Justina Maximiliaan Theofaan                                           | Fien, Josee, Jose(tte), Jozef, Fieke, Joosje, Jos, Josan(ne), José(e), Joseffine, Josefien, Josepha, Josephina/e, Josien, Josine, Joska/e, Jozephina, Jozien, Jozine, Pien Justine Maximiliaan, Max, Maxim, Maxime Theo                                                              |
| 13 maart | Modesta Gerald Nicefoor Roderik Salomon                                                | Modesta, Modeste Gerald, Gerout, Girod, Rody Nicéphore Roderik, Roderic(k), Rodrigue, Rody Selim |
| 14 maart | Mathildis Paulina Eva van Luik                                                         | Machtild, Magda, Mathilda/e, Mecht(h)ild, Thilda, Tilly, Machteld, Mattie, Matty, Maud(y), Mecheline, Mechteld Lina Eefje, Eva, Eve, Eveleyn, Evita, Evy |
| 15 maart | Louise de Marillac Clemens Hofbauer Arnikus van Averbode Lucretia Diedo van Andelsbuch | Lode, Lodewijk, Lulu, Wies, Wiske Clément Krees, Lucrèce Arne, Arnica Didi, Taco, Ted, Telle, Thie, Tidde |
| 16 maart | Heribert van Keulen Eusebia Benedicta                                                  | Ebert, Harbert Eusébie Bénédicte, Benoîte, Benonie, Betta, Bettina |
| 17 maart | Patrick van Ierland Jozef van Arimathea Agricola Gertrudis (van Nijvel)                | Pat, Patricia, Patri(c)k, Patrice Jeppe, Joos, Jozef Arille Geertrui, Gertie, Trui, Truus, Geer, Geertje, Gertru(i)da, Truda, Trudy |
| 18 maart | Cyrillus van Jeruzalem Narcis(sus) Edward Salvator Anselm(us) Alexander van Jeruzalem  | Cyril Narcissa Ed(dy), Ward, Warre, Eddie, Ed(d)o, Eduard(o), Eduardus, Ted Salvator, Torre Anseel, Selma Alexander, Lex, Sander, Zander |
| 19 maart | Jozef Landoald                                                                         | Jozef, Jef, Joey, Joop, Jo, Jos, Joseph, Josse, Sep(pe) Landwald |
| 20 maart | Wolfram Alexandra Herbert Fotina de Samaritaanse                                       | Wulfram, Wulfran Alexa, Sandra Harbart, Heerbrecht, Herberta, Herpert Fotina, Lana, Svetlana, Svjetlana, Svetko |
| 21 maart | Clementia van Hohenberg Filemon Domnin Beryllus van Catania Nicolaas van Flüe          | Climme, Clémence, Clementine, Klemens Phil, Mon Domnina Beryl Nik, Niko, Klaas |
| 22 maart | Lea van Rome Oktaviaan Eelko van Lidlum Reinhilde van Maaseik Genta van Aarschot       | Lea(h), Lia Octaaf, Octave, Taf, Taaf Alle, Eelco, Eelke, Elco, Elko Reineld, Reinildis, Renelde, Renilde Genta |
| 23 maart | Turibius de Mogrovejo Viktoriaan Ethelwald (van Farne) Rebekka (Al Rayès)              | Turibe, Turibio Viktorien, Victorienne Adelwald, Elewout, Elout Becky, Rebeque, Rebecca |
| 24 maart | Katarina van Zweden Dunchad (van Iona) Aldemar van Capua                               | Ina, Kaat, Karina, Kate, Katja, Kathleen, Katrien, Katrijn, Line, Tineke Duncan Aldo, Elmar, Elmer, Jelmer, Lemarre |
| 25 maart | Humbert (van Maroilles) Isaak Harold                                                   | Humbert, Umberto Iza, Iza(a)k, Sjaak Ariald, Harald, Hérault |
| 26 maart | Lu(i)dger Larissa Thecla Emmanuel                                                      | Ludger, Logier, Luit Lara Tecla Emanuel, Mane, Manolo, Manu, Manuel, Manus, Immanuel, Emma |
| 27 maart | Rupert van Salzburg Johannes van Egypte Lydia Augusta                                  | Berrie, Bob, Rob, Robbe, Rob(b)ert, Robby, Robrecht, Ruben Johannes, Johan Lydie August(us), Gusta, Guus(je) |
| 28 maart | Gontram Sixtus III Priscus Castor Malchus Gwendoline Boyan van Bulgarije               | Gontran, Guntran, Guntram(nus) Sixta, Sisto Prisca Castor Malchus Gwenda, Gwendolien, Gwendoline, Gwendolyn, Gwendy, Quendoline, Wendalin, Wendel, Wendelien, Wendeline Bojan |
| 29 maart | Bert(h)old Hugo Eustaas Jonas Ludolf van Ratzeburg                                     | Berthald, Bertholde, Bertoud, Bertil Hugo, Huug Staas Jonas, Jonah Liodolf, Liudlof, Loef, Ludolf, Lulof |
| 30 maart | Quirinus van Rome Johan Climacus Dodo van Haske Amedee IX van Savoie                   | Quirinus, Corijn, Kora, Quirijn, Krien, Krijn(tje), Rien, Quir(i)en, Quirina, Quirine Jan, Johanna Duke Amadeo, Amadeus, Amedee |
| 31 maart | Benjamin Cornelia Hendrik Werner                                                       | Ben, Benny, Benjamin Cock, Connie, Conny, Cora, Corien, Corina, Corin(n)e, Cornelie(ke), Cornula, Corrie, Corry, Lieke, Neeltje, Nel, Nele, Nella, Nelleke, Nelli(e), Nelly, Nenita Harry, Harrie, Hein, Hendrik, Henk, Henri, Rik                                                   |

januari · februari · maart · april · mei · juni · juli · augustus · september · oktober · november · december